# بيل مكارثي
بيل مكارثي (بالإنجليزية: Bill McCarthy)‏ هو لاعب كرة قاعدة أمريكي، ولد في 14 فبراير 1886 في بوسطن في الولايات المتحدة، وتوفي في 4 فبراير 1928 في واشنطن العاصمة في الولايات المتحدة.

## وصلات خارجية
- بيل مكارثي على موقعبيزبول رفرنس.كوم (الدوري الرئيسي) (الإنجليزية)
- بيل مكارثي على موقعبيزبول رفرنس.كوم (الدوري الثانوي) (الإنجليزية)